# Кариатида
Кариатида (гр. καρυάτιδα, буквално девица от Кария) е женска скулптурна фигура (статуя), която служи вместо стълб за подпора и като украса на сграда.
Кариатидите (Καρυάτιδες, ων, αί) са били жрици на Артемида.
Произходът на термина е неясен. За първи път е записан в латинската си форма caryatides от римския архитект Витрувий. През 1 век пр.н.е. в труда си „За архитектурата“ (De architectura), той отбелязва че женските фигури на Ерехтейон символизират наказанието над жените на Кария, които били прокълнати да робуват след като предали Атина, заставайки на страната на Персия в Гръко-персийските войни.
В България кариатиди могат да се видят в Свещарската гробница. Десет каменни статуи с одежди като обърнати цветни чашки обточват трите стени на гробницата и „поддържат“ купола с ръцете си.